# چاه عمیق باقرزاده
چاه عمیق باقرزاده یک منطقهٔ مسکونی در ایران است که در دهستان نهارجان واقع شده‌است.